# Ivan K. Schuller

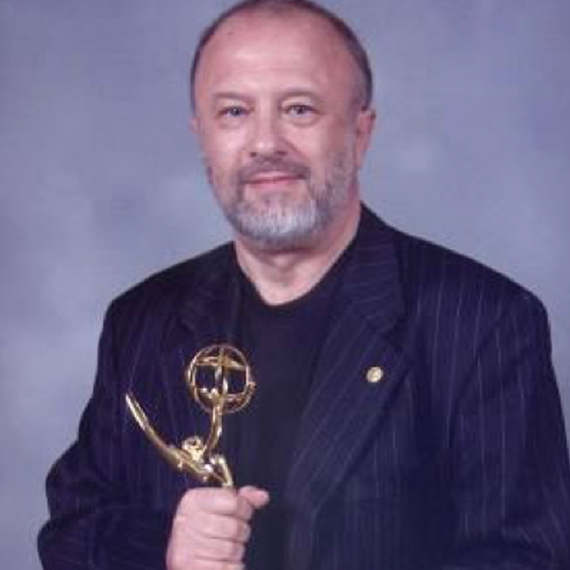
Fotografía de archivo de Ivan K. Schuller

Ivan K. Schuller (Cluj, 1946) es un físico experimental de materia condensada estadounidense.  Es conocido por su trabajo sobre superredes . Sus intereses se centran en películas delgadas, nanoestructuras, nuevos materiales, magnetismo y superconductividad.
Obtuvo su licenciatura (1970) en la Universidad de Chile, su maestría (1972) y su doctorado (1976) en la Universidad Northwestern. De 1978 a 1987 trabajó en el Laboratorio Nacional Argonne. Desde 1987 ha sido profesor de física en la Universidad de California en San Diego; también es líder de capa de materiales y dispositivos del Instituto CAL-(IT)2 y director de AFOSR-MURI en la UCSD. Realizó estancias en la Pontificia Universidad Católica de Chile, la Universidad del Valle, Colombia; la Universidad Católica de Lovaina, y la Universidad Técnica de Aquisgrán. 

## Premios y honores
- Cátedra David Adler (2003)
- Premio Humboldt (2000)
- Premio Wheatley (1999),
- DOE Outstanding Scientific Accomplishments (1987).
- Premio Ernest Orlando Lawrence (2004).
- Doctor honoris causa por la Universidad Complutense de Madrid (2005)
- Premio Lise Meitner 2015.
- presidente del Instituto IMDEA Nanociencia.
- miembro correspondiente de la Academia Chilena de Ciencias (1992).
- miembro de la Academia Estadounidense de las Artes y las Ciencias (2018).